# De förtrycktas pedagogik
De förtrycktas pedagogik (portugisiska: Pedagogia do Oprimido) är en bok skriven av Paulo Freire 1968. Den kom ut på svenska för första gången 1972 under titeln Pedagogik för förtryckta och publicerades i nyöversättning år 2021. Boken är en central text inom den kritiska pedagogiken och kräver en ny relation mellan lärare, elever och samhälle.
I De förtrycktas pedagogik utarbetar Paulo Freire en pedagogisk metodologi för frigörelse. Han utvecklar  pedagogik där människor lär sig tillsammans som subjekt, utan den traditionella idén om en lärare som gör insättningar av kunskap i eleverna, löper som en röd tråd: att tillsammans problematisera i stället för att dominera. Genom att arbeta med medvetandegörande vill Freire skapa frigörelse för de förtryckta i stället för den avhumanisering som han anser att traditionell utbildning innebär.
Sedan den engelska översättningen av De förtrycktas pedagogik publicerades 1970 har den haft en stor inverkan på utbildning och pedagogik världen över.  Enligt pedagogen Sol Stern har den fått en ikonisk status på amerikanska lärarutbildningar. I Sydafrika var Freires idéer och metoder central för 1970-talets Black Black Consciousness Movement, som ofta förknippas med Steve Biko, för fackföreningsrörelsen och för United Democratic Front på 1980-talet.
I Sverige var Freires verk De förtrycktas pedagogik den bok som hade enskilt störst inflytande på pedagogiska diskussioner på 1970-talet. Ett stort antal Freireinspirerade avhandlingar om befrielse- och dialogpedagogik skrevs. Sedan 2010-talet uppmärksammas Freires betydelse för postkolonial teori och hans bidrag till det som senare utvecklats till den normkritiska pedagogiken.
År 2021 släppte bokförlaget Trinambai en nyöversättning av De förtrycktas pedagogik med förord av Patricia Lorenzoni och Sven-Eric Liedman. För första gången översattes boken direkt från brasiliansk portugisiska till svenska.